# Гитарист

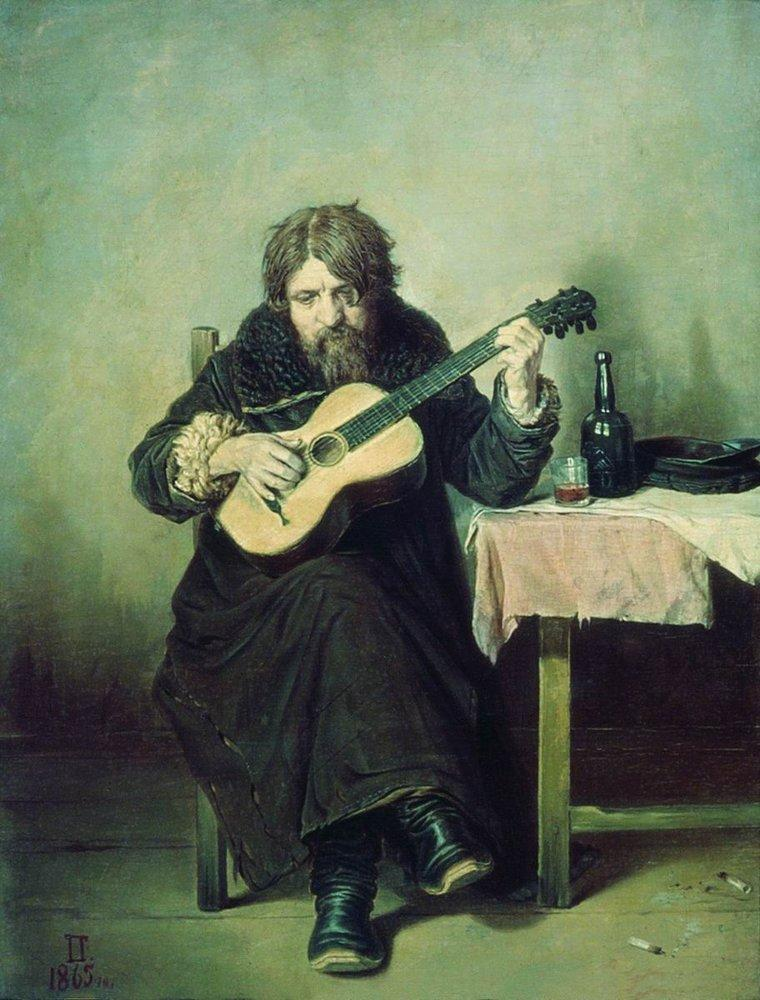
Василий Перов «Гитарист-бобыль»

Металл-гитарист Тони Айомми

Гитари́ст — музыкант, играющий на гитаре. Профессиональные гитаристы могут исполнять сольные произведения или играть в составе ансамблей или групп в широком диапазоне музыкальных жанров. В ансамбле гитарист может выполнять роль ритм-гитары (играя согласованно с басом) или соло-гитары (играя мелодическую партию поверх баса). Также гитарист может аккомпанировать себе во время пения. В настоящее время гитаристы играют с применением новейшего гитарного оборудования, применяя всевозможные процессы и способы извлечения звука, от синтетических до электронных звуков акустических, электро, классических,  басовых и др.

## Гитаристы-виртуозы
"Гитаристом гитаристов" называют, среди прочих, Берта Дженша, 
влиятельного шотландского фолк-рок музыканта. Его революционность и неповторимая игра на гитаре оказали влияние на бесчисленное множество музыкантов, включая Джимми Пейджа, Джонни Марра в их числе. Его раннюю запись "Blackwaterside" подхватил Джимми Пейдж, она записана ансамблем Led Zeppelin в виде "Black Mountain Side". 
Манера жанра, направление музыки и стиль игры на гитаре, во многом отличает народность и «почерк» гитариста. Известны такие гитаристы как Ангус Янг, Джимми Хендрикс  и т.д. Известным русским гитаристом был Андрей Сихра, изобретатель русской семиструнной гитары.

## Международный день гитариста
Это праздник ежегодно отмечается 27 ноября.
Праздник отмечается именно в этот день, так как в этот день отмечается – день рождение легендарного гитариста Джими Хендрикса. Он считается одним из самых великих и влиятельных музыкантов в истории рок–музыки.